# Rodan

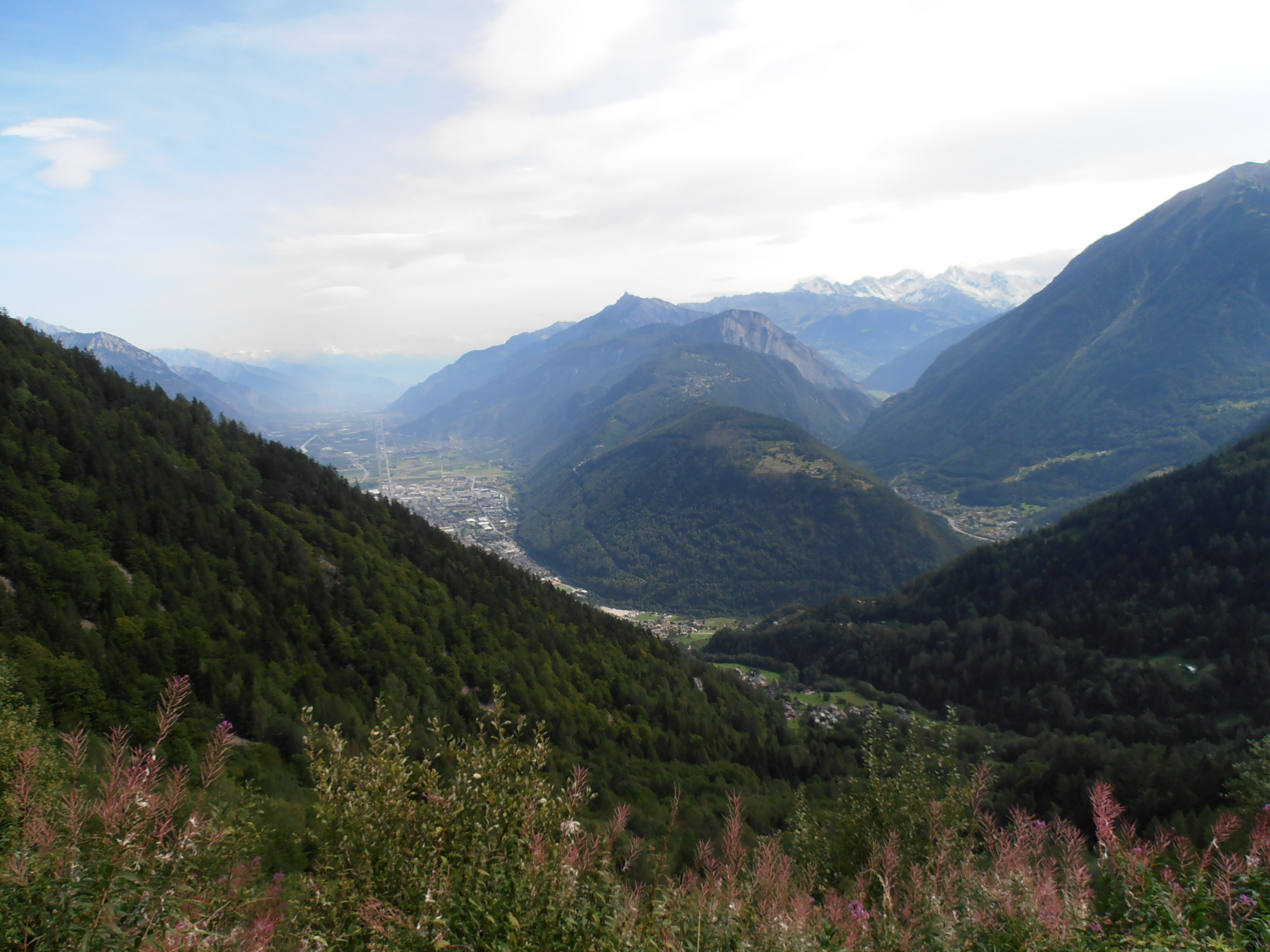
Dolina górnego Rodanu

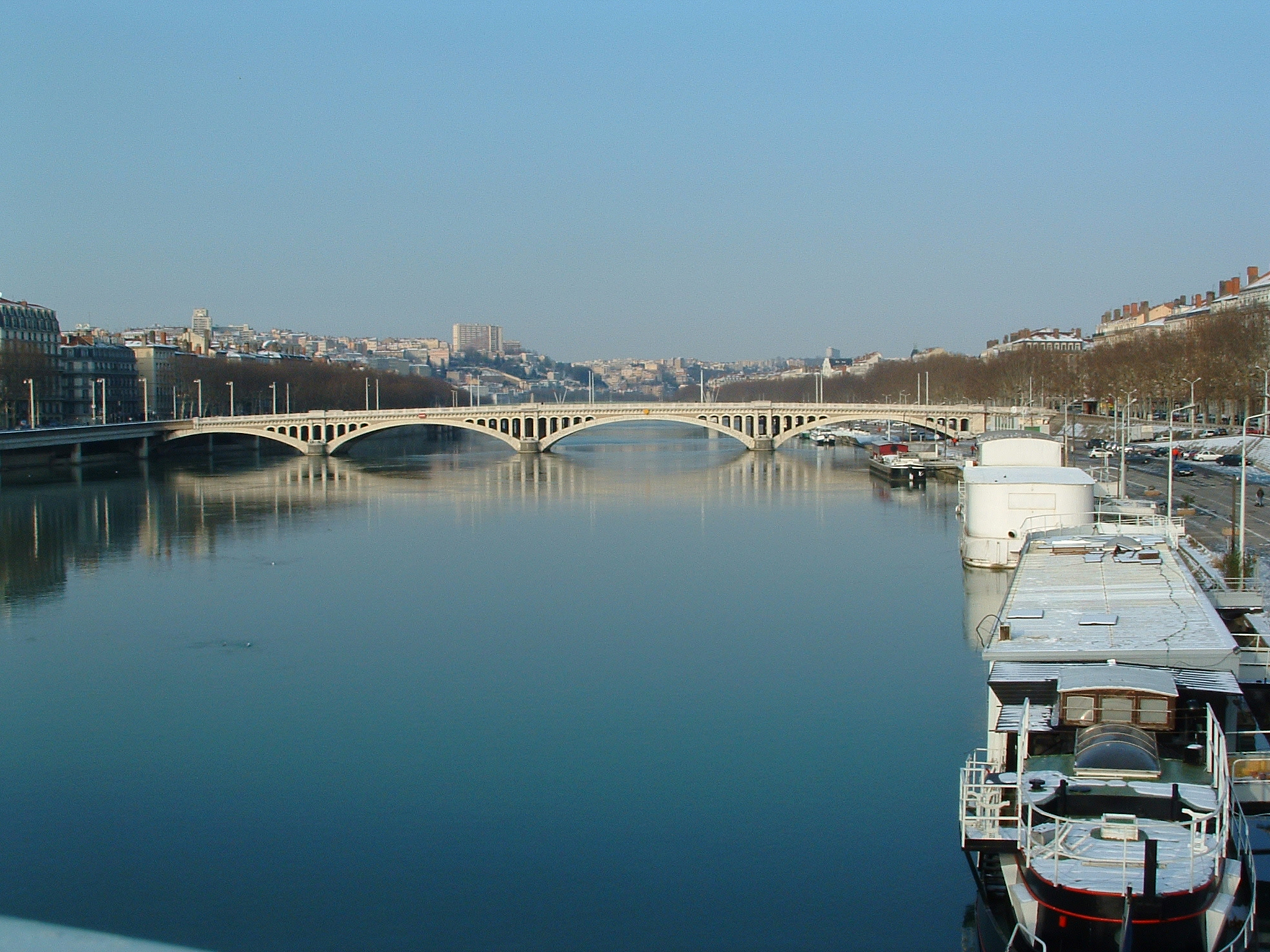
Rodan w Lyonie

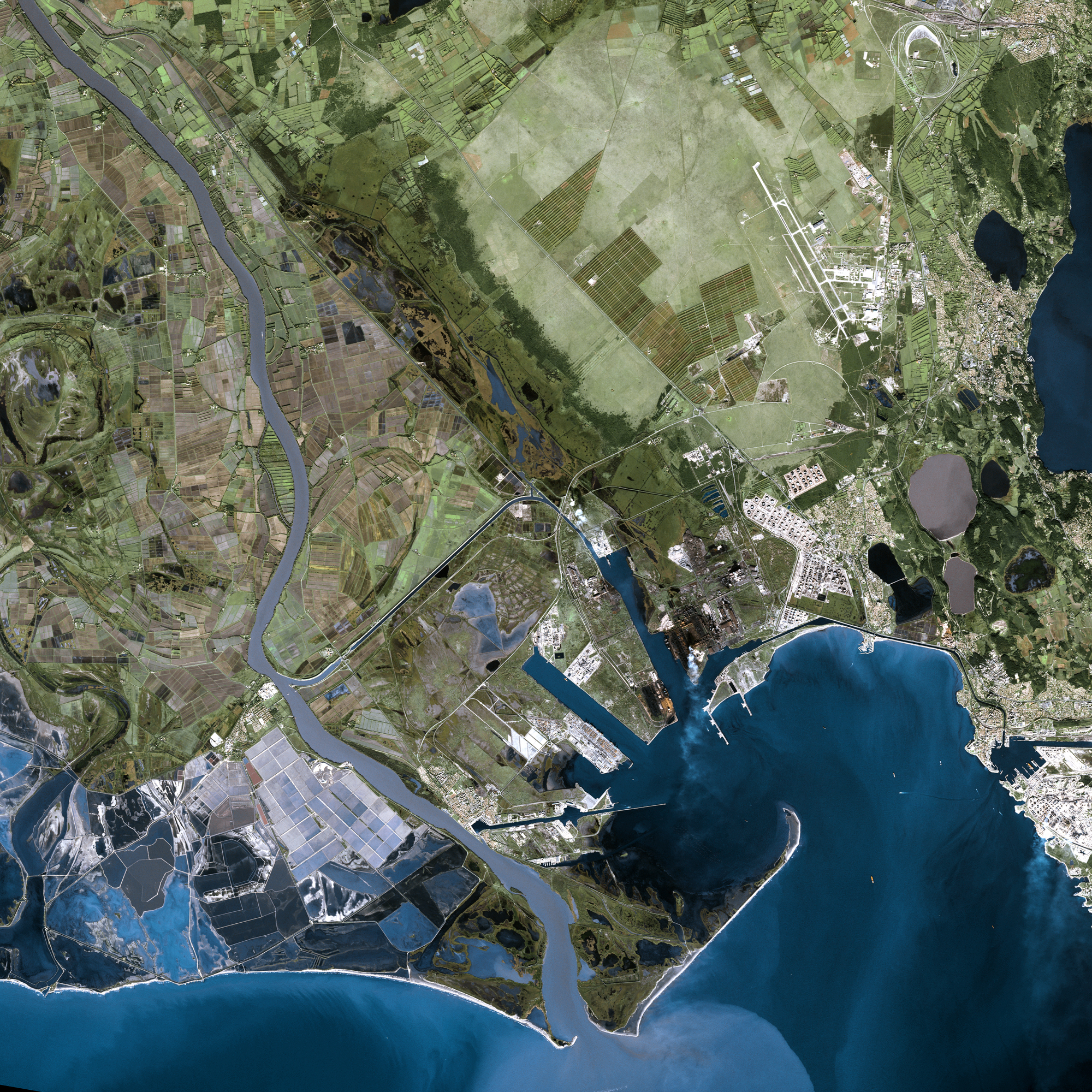
Delta Rodanu

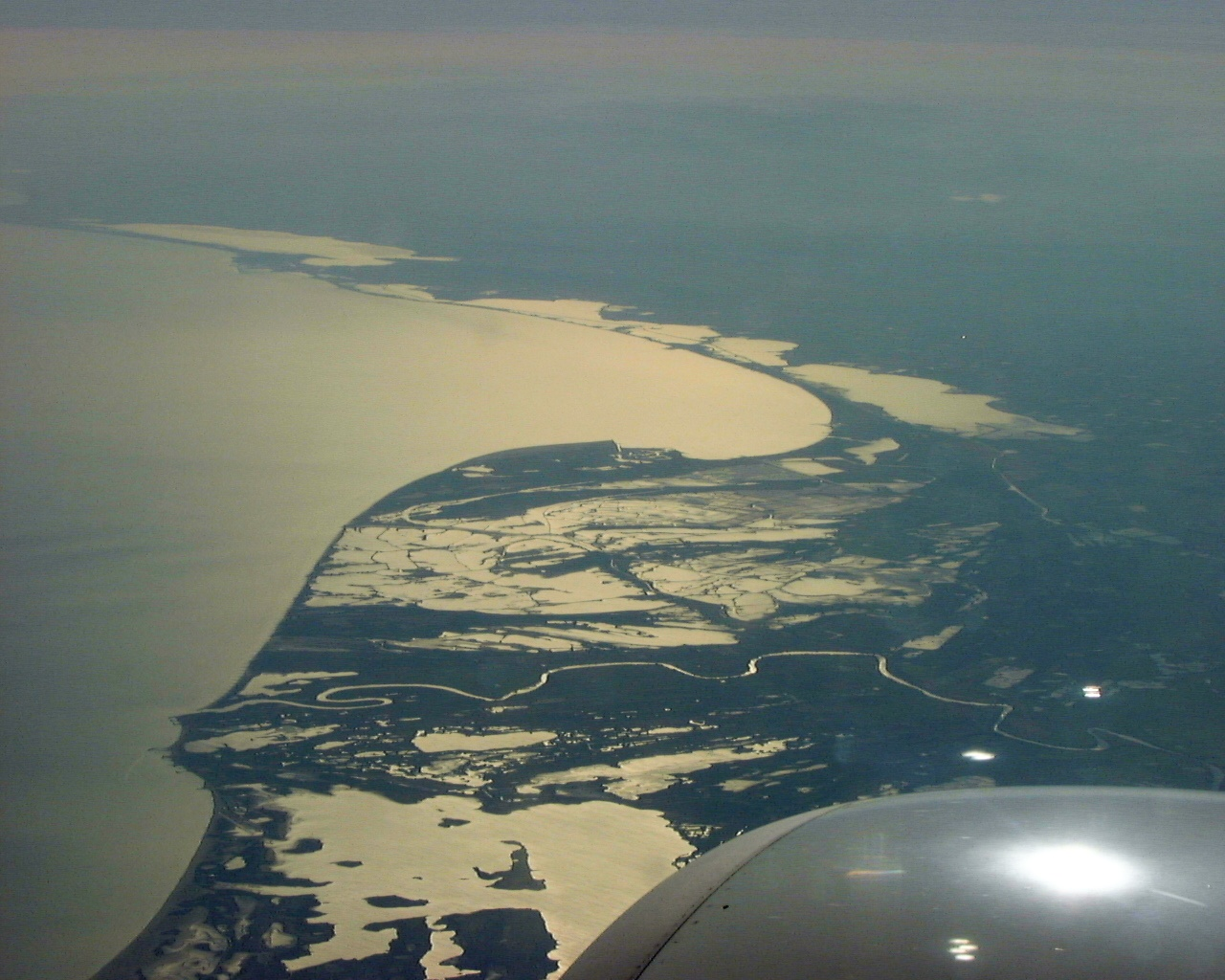
Delta Rodanu

Rodan (fr. Rhône, frank.-prow. Rôno, oks. Ròse, wł. Rodano, niem. Rhone lub Rotten, ret. Rodan, łac. Rhodanus) – rzeka w zlewisku Morza Śródziemnego, płynąca przez terytorium Szwajcarii i Francji.
Długość Rodanu wynosi 812 km (w tym 70 km przepływu przez Jezioro Genewskie), z czego 264 km na terytorium Szwajcarii. Powierzchnia dorzecza – 95,5 tys. km2, z czego 10,403 tys. km2 w Szwajcarii (kantony: Valais, Vaud, Genewa). Średni przepływ Rodanu (mierzony w Beaucaire, w dolnym biegu rzeki, nieco powyżej początku delty Rodanu) wynosi 1700 m3/s (na podstawie danych z lat 1920–2005).
Rzeka wypływa z Lodowca Rodanu w Alpach Urneńskich (Szwajcaria). W przeszłości jej źródło sytuowano na wysokości 1753 m n.p.m., obecnie jego poziom określa się na 2208 m n.p.m. Następnie spływa głęboką doliną w kierunku południowo-zachodnim, rozdzielając Alpy Berneńskie (po lewej) od Prealp Szwajcarskich (po prawej). W rejonie miasta Martigny skręca ku północnemu zachodowi, ograniczając od północnego wschodu grupę Prealp Sabaudzkich. W miejscowości Le Bouveret Rodan wpływa do Jeziora Genewskiego, tworząc wyraźną deltę, która na skutek znacznej ilości niesionego materiału charakteryzuje się szybkim przyrostem. Od czasów rzymskich do połowy XX w. przyrosła ona o ok. 2 km.
Rodan wypływa z Jeziora Genewskiego w Genewie, w której przyjmuje duży dopływ alpejski – Arve. Następnie szerokimi zakosami płynie do Rowu Rodanu (między Alpami a Masywem Centralnym). Od Lyonu, gdzie uchodzi do niego Saona, płynie dalej w kierunku południowym i uchodzi rozległą deltą (Camargue) do Zatoki Lwiej nad Morzem Śródziemnym.
Rodan jest jedyną dużą rzeką Francji należącą do zlewiska Morza Śródziemnego i jednocześnie drugą co do wielkości przepływu (po Nilu) rzeką uchodzącą do Morza Śródziemnego. Jest najzasobniejszą w wodę rzeką Francji, ma także duży potencjał hydroenergetyczny. Poprzez Saonę i Kanał Centralny ma połączenie z Loarą, a poprzez Kanał Południowy z Garonną. Rodan jest żeglowny na odcinku 670 km od ujścia rzeki Ain do morza.
Uznaje się, że wody rzeki są wezbrane, jeśli przepływ w Beaucaire przekracza 5000 m3/s. Najwyższy stan wód Rodanu zanotowany w ostatnich latach pochodzi z grudnia 2003 r., kiedy to jego przepływ oszacowano ostatecznie na ok. 11 500 m3/s. Uznano wówczas, że było to największe wezbranie Rodanu od 200 lat. Największe wezbrania Rodanu, jakie opisano w źródłach, miały miejsca w październiku 580 r. lub w listopadzie 1548 r. Tzw. „woda tysiącletnia” została zdefiniowana na tej podstawie jako przepływ w Beaucaire powyżej 14 000 m3/s (ale nie więcej niż 16 000 m3/s).

## Główne dopływy Rodanu
- prawe
  - Ain
  - Saona
  - Ardèche
  - Cèze
  - Gard
- lewe
  - Dranse
  - Arve
  - Isère
  - Drôme
  - Durance

## Miasta nad Rodanem
- Sierre
- Sion
- Saint-Maurice
- Genewa
- Lyon
- Awinion
- Beaucaire
- Tarascon
- Arles